# リッフェル湖
リッフェル湖（リッフェルこ、Riffelsee）は、スイス連邦ヴァレー州ツェルマットにある、アルプスの湖。リッフェルホルンの山麓、標高2757メートルに位置し、湖面の面積は0.45ヘクタールである。湖面に映し出される「逆さマッターホルン」で知られる。最寄駅のゴルナーグラート鉄道ローテンボーデン駅（2815メートル）から徒歩5分程度で到達する。